# Норильская городская больница №1
Норильская городская больница № 1 (также Оганерская больница) — крупнейшая больница в городе Норильске. Расположена в районе Оганер. Уникальное 14-этажное строение возведено на вечной мерзлоте и стоит на сваях (свайное поле). Единственная многоэтажная 1000-коечная больница в России за Полярным кругом.

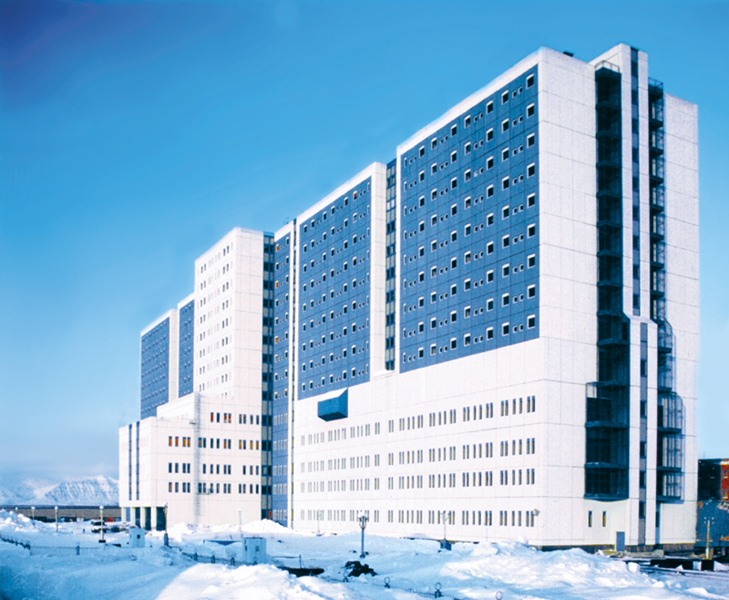
МБУЗ «Городская больница № 1»

## История
В 1939 году открыта Центральная больница комбината (ЦБК) на 18 коек, в составе 1 операционно-перевязочная. В 1941 году вступило в строй новое 2-этажное здание со стационаром на 100 коек, состоящим из 4 отделений: хирургическое на 33 койки, терапевтическое на 35 коек, акушерско-гинекологическое на 16 коек, инфекционное на 16 коек. За 1942 год выполнено 352 операции, пролечено 711 больных. В 1944 году в больнице 140 коек: хирургических — 40, терапевтических — 31, акушерско-гинекологических −16 , инфекционных — 53. 1951 год- 351 койка, выполнено 1287 операций в одной операционной и двух перевязочных.
Городская больница образована 1 января 1957 года. В это время стационар больницы имел 355 коек; имелось 2 терапевтических отделения и 2 поликлиники на 48 врачебных приемов. Вся объединенная больница располагалась в старых зданиях.
В 1957 году принят в эксплуатацию терапевтический корпус больничного городка. В нем разместились все отделения стационара городской больницы.
В 1958 году сдан в эксплуатацию хозяйственный корпус городской больницы. В нем разместились склады и хозяйственные службы.
В августе 1959 года произошло объединение реорганизованной в городскую больницу № 1 — ЦБК, и преобразованной в городскую больницу № 2 — больницы исправительно-трудовых лагерей. Больница разместилась на территории больничного городка, её коечная мощность составила 1035 коек.
1964 год — 945 коек, 15252 пролеченных за год пациента, произведено 3720 операций в 8 операционных залах.
С каждым годом коечная мощность больницы росла, увеличивалось количество пролеченных и оперированных больных.
В августе 1959 года объединены городские больницы № 1 и 2 в одну городскую больницу. Образовался стационар на 1025 коек.
В июне 1961 года был сдан в эксплуатацию хирургический корпус больничного городка. В него переведена хирургическая служба городской больницы из терапевтического корпуса и из старых зданий бывшей второй городской больницы.

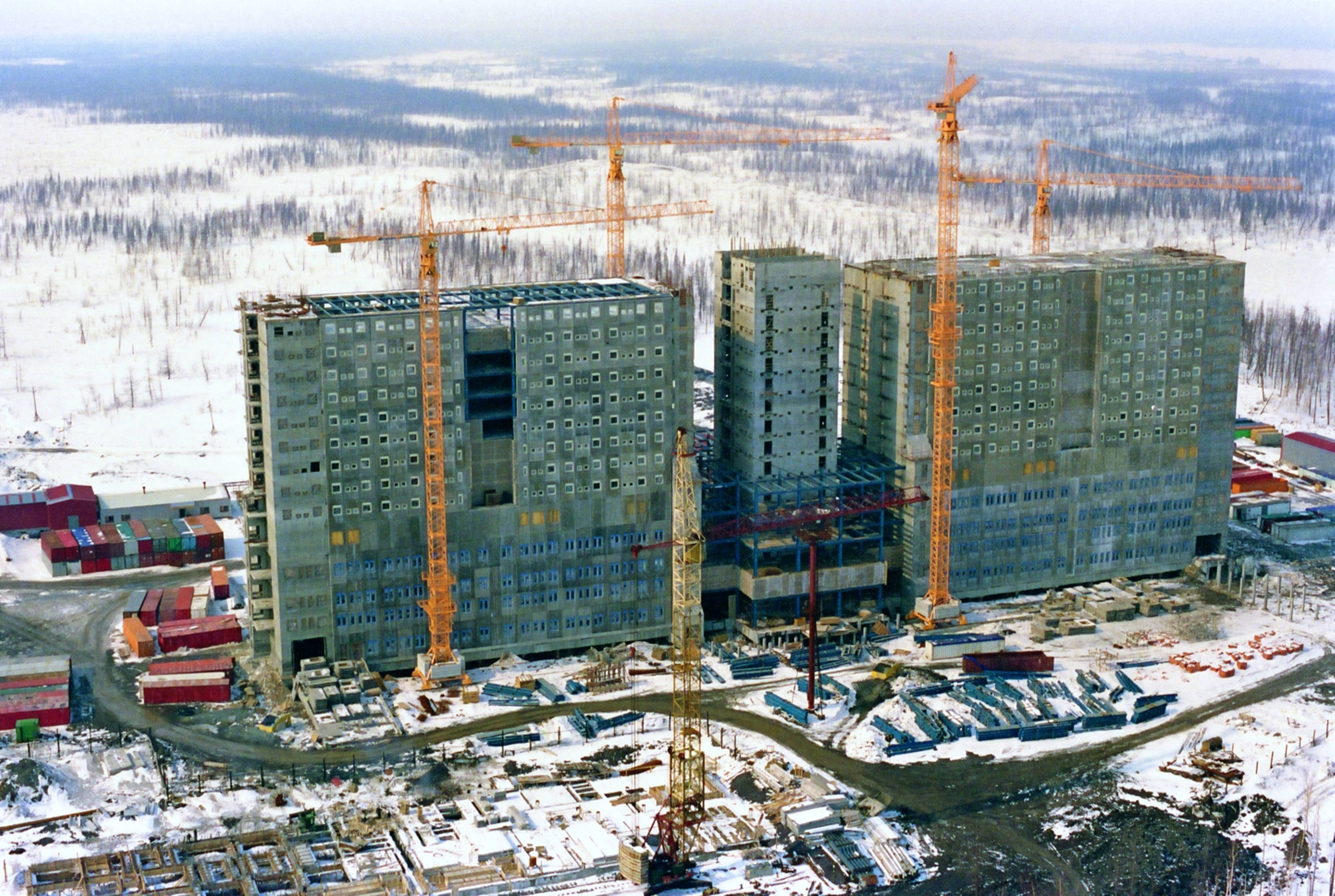
Городская больница № 1. Норильск

В 1963 году начата профилизация отделений горбольницы. Образованы кардиологические отделения, гастроэнтерологические и легочное отделения. Организована «противоинфарктная» служба. В этом же корпусе располагалось неврологическое отделение.
В терапевтическом корпусе размещалось физиотерапевтическое отделение.
В хирургическом корпусе располагались рентгеновский кабинет, реанимационное отделение, травматологическое отделение.
Первые врачи городской больницы: В. Е. Родионов, А. Я. Дзенитес, З. И. Розенблюм, Н. П. Романова, И. З. Шишкин, В. А. Кузнецов., первые медицинские сестры Н.Пирог, З. И. Иванова, В.Мещанинова, К. В. Иванова и др.
Новый комплекс 1000-коечной больницы (здание), в котором в настоящее время располагается учреждение, и предназначенный для многопрофильного стационарного лечения населения Норильского промышленного района, возведён по разрешению Госстроя СССР № БЕ-2585-18 от 04.07.88 г. Подписал разрешение Заместитель Председателя Госстроя СССР Ельцин Б. Н. Новое здание городской больницы построено по индивидуальному проекту хорватской фирмой «Monter». Возглавлял строительство больницы О. М. Бударгин.
Строительство 14-этажного здания лечебного корпуса начато 09.12.88 г. Строительство комплекса «под ключ» по контракту № 55-018/57000 осуществляли загребская фирма «Монтёр», СУ «Рудшахтстрой». Руководителем проекта в то время был Стефан Майор. Акт государственной комиссии о приёмке в эксплуатацию законченного строительства комплекса 1000-коечной больницы подписан 29.07.94 г.
Переезд первых пациентов состоялся 10 ноября 1994 года. С 1 июля 1997 года, в связи с реорганизацией коечного фонда здравоохранения, при сокращении стационара МСЧ-2, в городской больнице размещены койки аллергологического и пульмонологического профилей. 23 июня 1997 года после лицензирования и аккредитации городской больнице присвоена 1 категория. Больница является многопрофильной. В настоящий момент коечный фонд больницы составляет 865 коек. Площадь больницы более 57 000 кв. м. Длина лечебного корпуса — 165,6 метра. Высота — 55,56 метра.

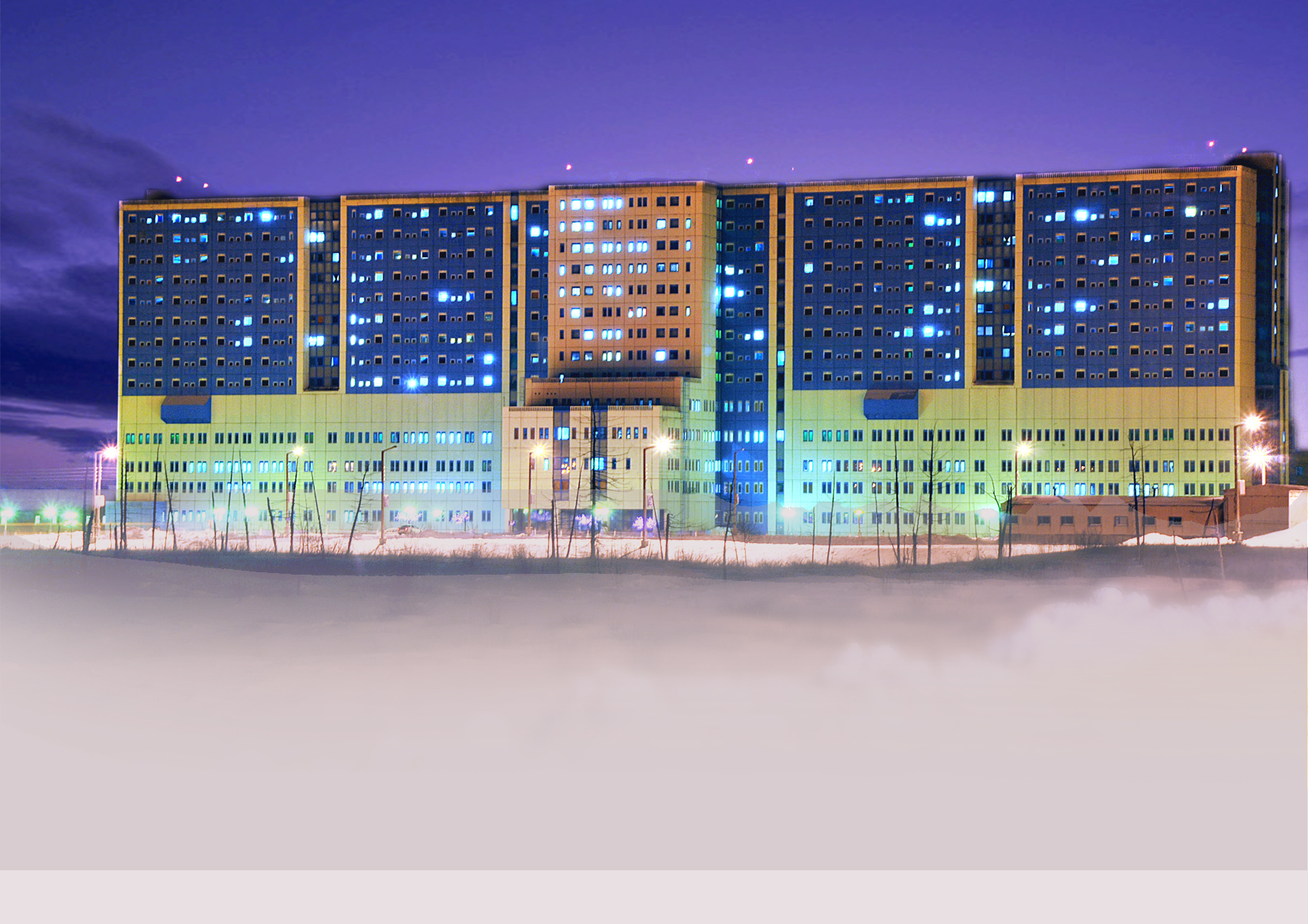
Городская больница № 1 Г. Норильск

К больнице примыкает больничный крематорий. Рядом с больницей строится Норильский перинатальный центр.

## Основные направления работы Городской больницы № 1
Больница оказывает плановую и экстренную круглосуточную, специализированную медицинскую помощь по 34 профилям населению города Норильска, Таймырского Долгано-Ненецкого и Туруханского муниципальных районов.
Профиль коек:
Кардиологический;
Гастроэнтерологический;
Аллергологический;
Эндокринологический;
Гематологический;
Нефрологический;
Хирургический (взрослый);
Хирургический (детский);
Нейрохирургический;
Торакальная хирургия;
Сосудистая хирургия;
Травматолого-ортопедический взрослый;
Травматолого-ортопедический детский;
Камбустиологический;
Урологический;
Челюстно-лицевая хирургия;
Онкологический (хирургический);
Онкологический (химиотерапевтический);
Гинекологический;
Неврологический;
Офтальмологический взрослый;
Офтальмологический детский;
Отоларингологический взрослый;
Отоларингологический детский;
Проктологический;
Ревматологический;
Гнойно-септическая хирургия;
Пульмонологический;
Токсикологический;
Койки для оказания паллиативной помощи онкологическим больным (хоспис);
Для производства абортов;
Для восстановительного лечения;
Сосудистое отделение для лечения больных с острым нарушением мозгового кровообращения;
Реанимационно-анестезиологический;

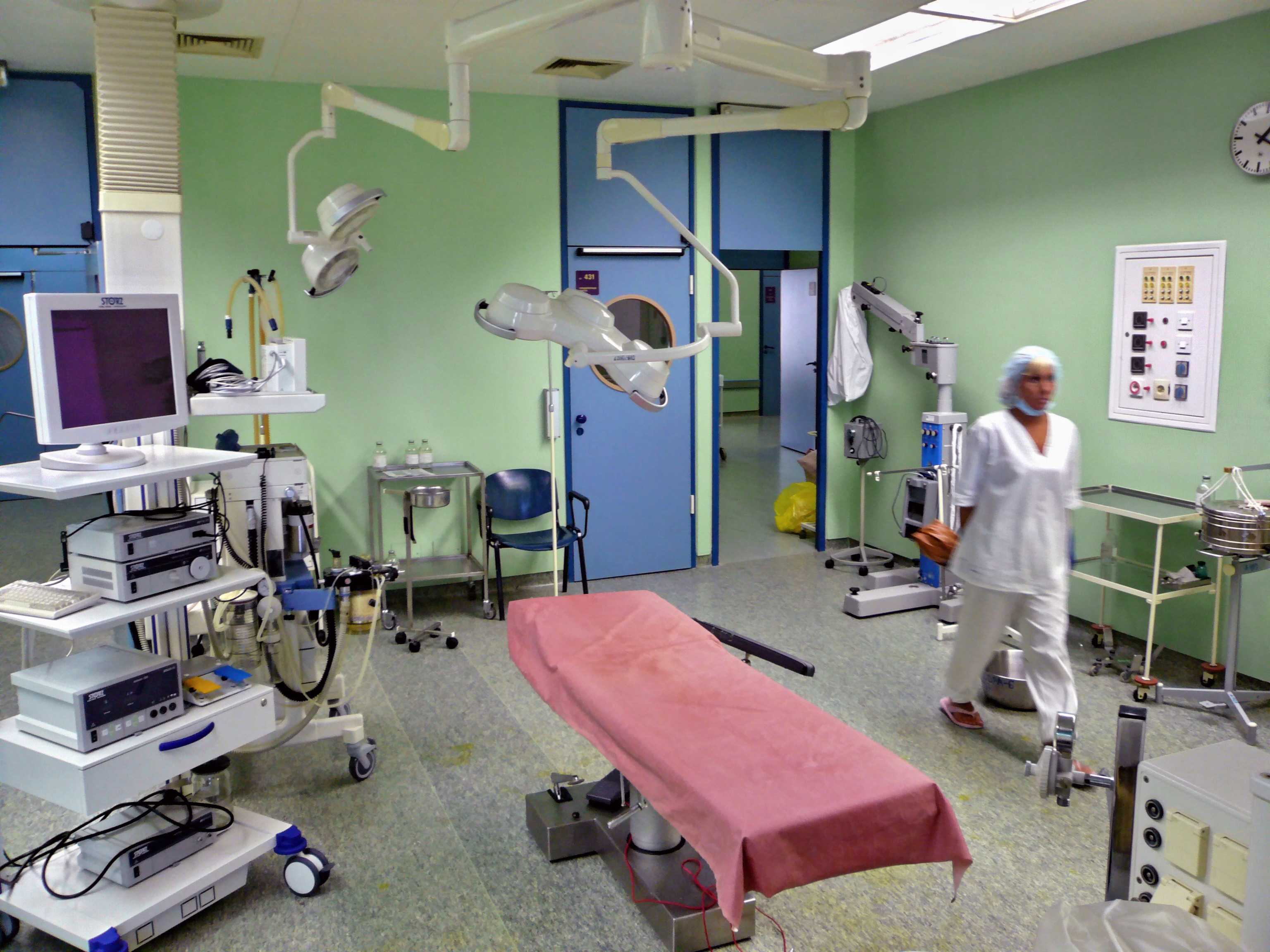
Операционный зал

В составе больницы 17 отделений, 5 диагностических служб, больничная производственная аптека, централизованное дезинфекционно-стерилизационное отделение.
Экстренная круглосуточная, квалифицированная, специализированная помощь оказывается бригадами врачей-хирургов, травматологов, терапевтов, гинекологов приемного отделения;
врачами — специалистами: кардиологом, неврологом, нейрохирургом, анестезиологами — реаниматологами;
врачами диагностических служб: врачом-лаборантом, врачом-эндоскопистом, врачом ультразвуковой диагностики;
В случае необходимости оказания специализированной помощи в ночное время организованы дежурства на дому офтальмолога, отоларинголога, стоматолога, уролога, рентгенолога, хирурга-стоматолога, врача-сердечно-сосудистой хирургии.
Больница оснащена современным диагностическим и лечебным оборудованием: автоматическими лабораторными анализаторами, ультразвуковаой диагностической аппаратурой с широким диапазоном возможностей, компьютерным томографом, газовым хроматографом, аппаратами гемодиализа, плазмафереза, гемосорбции, ультрафильтрации, ультрафиолетового облучения крови, современной наркозно-дыхательнаой аппаратурой, специализированными кроватями для ожоговых реанимационных больных, камерой гипербарической оксигенации, аппаратом дистанционной литотрипсии, эндоскопическими видеостойками по профильной хирургической патологии
Работает операционное отделение в котором 13 операционных залов общей площадью в 2488 квадратных метров.

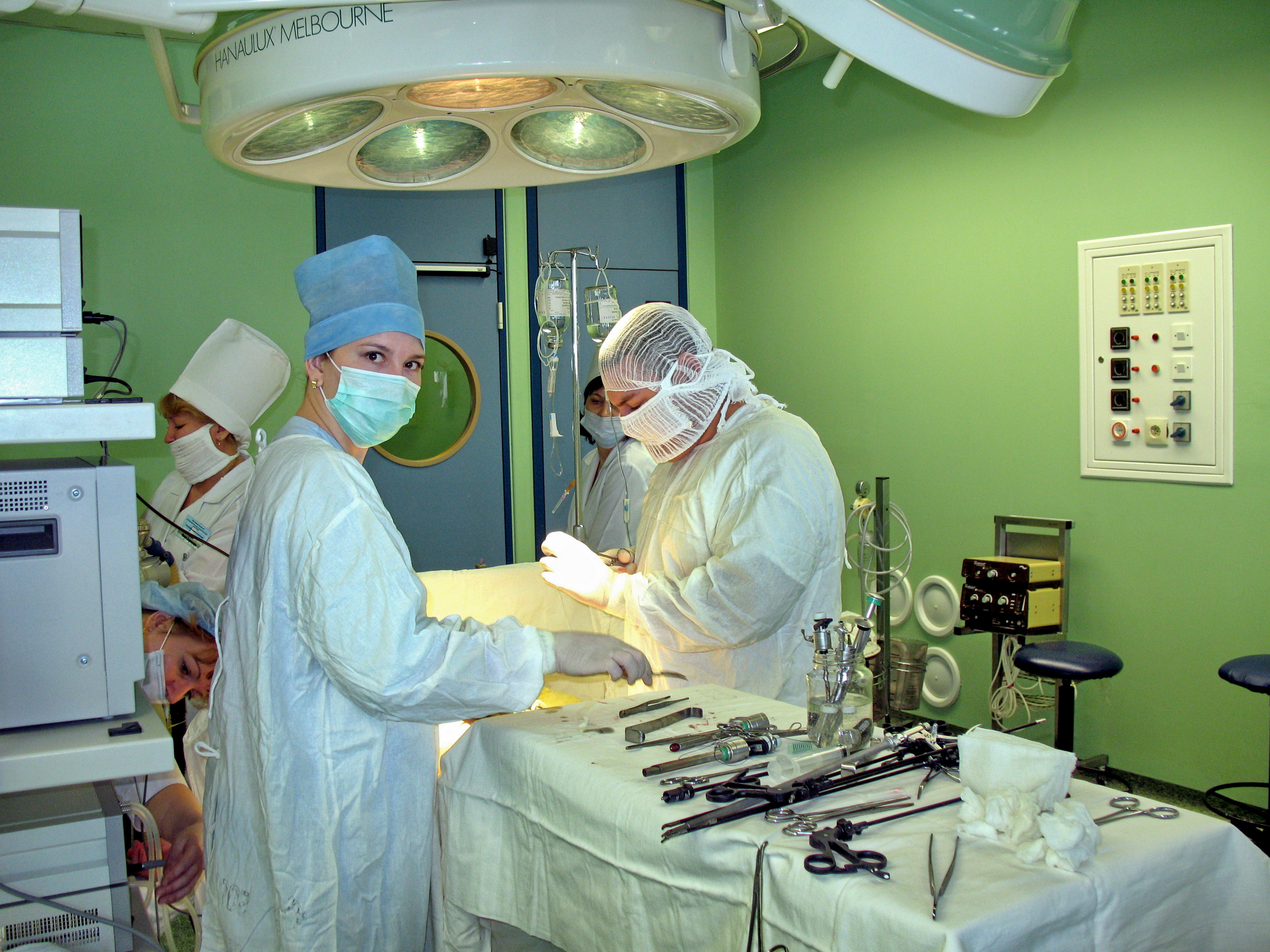
Один из операционных залов больницы

Лечебно-диагностическая база Городской больницы включает в себя отделения и кабинеты узких специалистов, традиционных и современных методов лечения.
Диагностические отделения больницы:
- Отделение лучевой диагностики (рентгенодиагностика, ультразвуковая и радиоизотопная диагностика, компьютерная томография).
- Клинико-диагностическая лаборатория (общеклинические, биохимические, гематологические, иммунологические, бактериологические исследования).
- Эндоскопической диагностики.
- Отделение функциональной диагностики.

Параклинические отделения и кабинеты больницы:
- Отделение физиотерапии с ЛФК и массажем.
- Кабинет гемодиализа.
- Кабинет дистанционной литотрипсии.
- Кабинет гипербарической оксигенации.
- Кабинеты медицинских психологов.
- Кабинет логопеда.
- Кабинет клинического фармаколога.

Больница является учебной базой для подготовки:
- врачей — интернов.
- студентов медицинских институтов и студентов Норильского медицинского техникума, проходящих учебную практику.
- врачей других ЛПУ города, обучающихся на рабочем месте.

В больнице работают 5 кандидатов медицинских наук.
В городскую больницу ежегодно обращаются до 30 000 пациентов в год, из них около 23 000 пролечиваются в стационаре.
В 1997 году решением Краевой государственной комиссии больнице присвоена 1 категория, имеются действующие лицензии на право осуществления медицинской деятельности по стационарному виду медицинской помощи взрослым и детям.
С 2006 года в городской больнице работает многопрофильный дневной стационар.
В 2011 году, в связи с окончанием строительства радиологического корпуса, введены в структуру коечного фонда 16 коек радиотерапевтического профиля с дневным пребыванием пациентов с онкологической патологией.

## Руководители
- 1972—1994 г. — Евгений Арсентьевич Климов[6], Почетный гражданин г. Норильска, Заслуженный врач РСФСР. Награждён: Медалью за доблестный труд, Медалью ветерана труда России, Орденом трудового Красного Знамени, Орденом Дружбы народов.
- 1994—1999 г. — Владимир Юрьевич Малясов.
- 1999—2004 г. — Вадим Николаевич Янин, позднее — Министр здравоохранения Красноярского края[7]
- 2004 —2020 г. -  Константин Иванович Горбель[8], депутат городского Совета
- 2020 - по настоящее время Морозова Наталья Юрьевна